# El mundo de Luna
El mundo de Luna (en inglés Earth to Luna! y en portugués O Show da Luna!) es una serie de televisión animada estadounidense-brasileña, creada y dirigida por Célia Catunda y Kiko Mistrorigo y producida por TV PinGuim , que se estrenó en el canal estadounidense Universal Kids, el 16 de agosto de 2014. En Hispanoamérica y Brasil, debutó el 13 de octubre de 2014, en Discovery Kids.
La serie muestra las aventuras de Luna, una niña de 6 años que ama la ciencia. La primera temporada tuvo 26 episodios de 12 minutos cada uno. Una segunda temporada fue estrenada el 28 de septiembre de 2015 que contó con otros 26 episodios de 11 minutos cada uno. El 20 de febrero de 2017, fue emitida la tercera temporada, en la cual Luna, Júpiter y Claudio iban de vacaciones en casa de sus abuelos y las interesantes preguntas seguían llegando al trío en aquel lugar. Esta temporada contó con 26 episodios nuevos desarrollados en la casa de sus abuelos. 
El 9 de julio de 2018, una cuarta temporada llegó con otros 27 episodios ahora en esta temporada seria de viajes a través de todo el mundo. La quinta temporada fue estrenada en 26 de agosto de 2019 la cual tuvo 26 episodios y aún seria en viajes por el mundo. El 2 de marzo de 2020, llegó la sexta temporada la cual puso un cambio grande puesto que pasaron de estar en la tierra en la estación espacial Antares y tuvo 26 episodios en el espacio aparte de la inclusión a una nueva protagonista llamada Kia. En diciembre de 2021, llegaría la séptima temporada en la cual se desarrollaba aún en la estación espacial Antares la cual tuvo 26 episodios e incluyó a un nuevo protagonista llamado Sorin. En octubre de 2023, llegó la octava temporada la cual tiene otros 26 episodios. El público objetivo son los niños entre las edades de 3 a 6 años.

## Personajes
- Luna: es una niña de 6 años vivaz, enérgica y extrovertida. Para ella el mundo está lleno de cosas fascinantes y no se calmará hasta que las explore todas. Es linda, curiosa y persistente. Luna siempre está equipada con una computadora portátil y su AHA, una combinación de cámara, computadora, lupa, altavoz, telescopio y binoculares. Ella va a la escuela, aunque esto no está del todo claro en el dibujo. Luna tiene cabello negro con coletas. Lleva un vestido azul oscuro con cinturón, calcetines blancos y un par de botas negras brillantes.

- Júpiter: es el hermano menor de Luna. Tiene 4 años y siempre tiene alguna explicación mágica para los misterios de la ciencia y en cualquier momento, está listo para otra aventura con su hermana mayor y Claudio. Le gusta comer manzanas.

- Claudio: es el hurón de mascota semi-antropomórfico que siempre acompaña a Luna en sus investigaciones científicas. Si en el juego de fantasía es perfectamente capaz de hablar y expresar todos sus sentimientos e ideas, en el mundo real sólo se hace entender a través de gestos, expresiones, gruñidos y pequeños ruidos lindos.
- Kia: Es una niña de tez morena de aproximadamente 6 años la cual es algo tímida pero también amante de la ciencia. Originaria de Madagascar, Acompaña a Luna, Júpiter y Claudio en sus aventuras durante la sexta y séptima temporada.
- Sorin: Es un niño de aproximadamente 6 años el cual acompaña el trío durante sus aventuras en la séptima temporada, Llega a tener una hermana bebé a partir del capítulo una nueva estrella. Es un niño muy alegre y muy social el cual acompaña en sus investigaciones a luna. Su primera aparición sería en el episodio ¿a quién le asusta la noche de brujas?.

## Episodios

### Temporada 1
- Episodio 1 - La danza de las abejas (6 de octubre de 2014)
- Episodio 2 - De amarillo a verde (6 de octubre de 2014)
- Episodio 3 - ¿Todo nace de una semilla? (7 de octubre de 2014)
- Episodio 4 - ¿Por que brillan las estrellas? (7de octubre de 2014)
- Episodio 5 - Los anillos de saturno (8 de octubre de 2014)
- Episodio 6 - A comer col (8 de octubre de 2014)
- Episodio 7 - Olor a tierra mojada (9 de octubre de 2014)
- Episodio 8 - ¿De dónde viene la lluvia? (9 de octubre de 2014)
- Episodio 9 - Cuatro lunas para Luna (10 de octubre de 2014)
- Episodio 10 - Espejito, espejito (10 de octubre de 2014)
- Episodio 11 - Colores para Claudio
- Episodio 12 - Luna, la mariposa
- Episodio 13 - Alas para volar
- Episodio 14 - ¿Dónde están los marcianos?
- Episodio 15 - ¡Vamos al mar!
- Episodio 16 - Hormigas increíbles
- Episodio 17 - Estrellas fugaces
- Episodio 18 - Los gigantes de hielo
- Episodio 19 - ¡Pan dulce!
- Episodio 20 - Dinosaurio Luna
- Episodio 21 - Sube y baja
- Episodio 22 - Luces voladoras
- Episodio 23 - Encaracolados
- Episodio 24 - Día y noche
- Episodio 25 - El arco-Íris
- Episodio 26 - ¿Se hunde o flota?

### Temporada 7
- Episodio 1 - Huellas en la Luna (25 de abril de 2022)
- Episodio 2 - Plaquetas en acción (26 de abril de 2022)
- Episodio 3 - Hormigonautas (27 de abril de 2022)
- Episodio 4 - De otro mundo (28 de abril de 2022)
- Episodio 5 - Alerta roja (29 de abril de 2022)
- Episodio 6 - Vida de astronauta (2 de mayo de 2022)
- Episodio 7 - ¿A quién le asusta la noche de brujas? Primera parte (3 de mayo de 2022)
- Episodio 8 - ¿A quién le asusta la noche de brujas? Segunda parte (4 de mayo de 2022)
- Episodio 9 - Aventura en el centro de la tierra (5 de mayo de 2022)
- Episodio 10 - El lado oculto de la luna (6 de mayo de 2022)
- Episodio 11 - El baile del robot (29 de mayo de 2023)
- Episodio 12 - Brillando (29 de mayo de 2023)
- Episodio 13 - V de victoria, V de vacuna (30 de mayo de 2023)
- Episodio 14 - El gigante de los planetas (30 de mayo de 2023)
- Episodio 15 - Risas y más risas (31 de mayo de 2023)
- Episodio 16 - Velocidad máxima (31 de mayo de 2023)
- Episodio 17 - Cuatro estaciones (1 de junio de 2023)
- Episodio 18 - Jugando en la lluvia (1 de junio de 2023)
- Episodio 19 - Astronómicamente increíble (2 de junio de 2023)
- Episodio 20 - ¿Llueve o no llueve? (2 de junio de 2023)
- Episodio 21 - Una nueva estrella (5 de junio de 2023)
- Episodio 22 - El viaje del sonido (5 de junio de 2023
- Episodio 23 - Luna, en el espejo (6 de junio de 2023
- Episodio 24 - ¿Que fue primero? (6 de junio de 2023)
- Episodio 25 - ¡Dilo! (7 de junio de 2023)
- Episodio 26 - Despegue (7 de junio de 2023)

### Temporada 8
- Episodio 1 - Sin rueda y con rueda (23 de octubre de 2023
- Episodio 2 - Aspira, inspira (23 de octubre de 2023)
- Episodio 3 - Vision doble (24 de octubre de 2023)
- Episodio 4 - Lluvia de ideas (24 de octubre de 2023)
- Episodio 5 - Un gran secreto (25 de octubre de 2023)
- Episodio - 6 Viajar, en un instante (25 de octubre de 2023
- Episodio - 7 Jugar y comer (26 de octubre de 2023)
- Episodio - 8 ¿Vuela o no vuela? (26 de octubre de 2023)
- Episodio - 9 Acelera, ¡Futuro! (27 de octubre de 2023)
- Episodio - 10 Luces, cámara ¡Acción! (27 de octubre de 2023)
- Episodio - 11 Un mundo de colores (30 de octubre de 2023)
- Episodio - 12 Un viaje a las alturas (30 de octubre de 2023)
- Episodio - 13 ¡Escribamos! (31 de octubre de 2023)
- Episodio 14 - ¡Todo bajo control! (18 de marzo de 2024)
- Episodio 15 - El tesoro de la abuela (19 de marzo de 2024)
- Episodio 16 - Iniciar juego (20 de marzo de 2024)
- Episodio 17 - Muñecas maravillosas (21 de marzo de 2024
- Episodio 18 - Uno, dos, tres, cuatro, cinco y seis (22 de marzo de 2024)

- Episodio 19 - Una aventura congelada (25 de marzo de 2024)
- Episodio 20 - Vamos a la escuela (26 de marzo de 2024)
- Episodio 21 - Teclas de colores (27 de marzo de 2024)
- Episodio 22 - ¿Quién inventó el barco vikingo? (22 de julio de 2024)
- Episodio 23 - ¿Dónde se inventó la pasta? (23 de julio de 2024)
- Episodio 24 - ¡Superpoderosos! (24 de julio de 2024)
- Episodio 25 - ¿Invisible o imposible? (25 de julio de 2024)
- Episodio 26 - La invasión de los clones (26 de julio de 2024)